# Marc Béland
Pour les articles homonymes, voir Béland.
Marc Béland, né à Montréal le 15 mars 1958, est un acteur, danseur et  metteur en scène québécois.

## Biographie
Marc Béland est diplômé en théâtre du collège Lionel-Groulx (1978).

### Controverse autour de Claude Jutra
Invité à l'émission de Radio-Canada 24/60 qui était animée par Anne-Marie Dussault, Marc Béland s'en prend avec virulence au biographe du cinéaste Claude Jutra, chez qui il a loué une chambre pendant deux ans. Il lui reproche d'avoir "stigmatisé" Jutra en révélant sa pédophilie. Marc Béland reconnaît alors que Jutra fréquentait en effet de "jeunes garçons", mais il précise que "ça ne regarde personne jusqu'à temps qu'il y ait quelqu'un qui dénonce s'il a été abusé". Il précise que "quand quelqu'un venait chez lui [Jutra], c'était la fête, c'était intime, il gardait ça pour lui et j'étais là...", puis ajoute que "ça ne nous regarde pas". Dans la même veine, il souligne qu'on a tendance à considérer les pédophiles comme des "monstres", "alors que ce sont des êtres humains aux prises avec de graves problèmes". Ces propos ont semé la controverse dans les médias, plusieurs y voyant une minimisation et une incompréhension de la logique de l'abus sexuel,,,. Lors de son passage à l'émission Tout le monde en parle (Québec), Béland retire ses propos et s'excuse,.

## Théâtre

### Comme acteur
- 1979 : Androgyne de France Vézina (NCT)
- 1979 : L'Hippocanthrope, m.e.s. Jean-Pierre Ronfard (TNM)
- 1980 : La Métamorphose de Kafka (Théâtre de Quat’sous)
- 1980 : Victor ou les enfants au pouvoir de Vitrac, m.e.s.Jean-Pierre Ronfard(TNM)
- 1983 : La Contre-nature de Chrysippe Tanguay, écologiste de Michel Marc Bouchard, m.e.s. André Brassard (Théâtre d'Aujourd'hui)
- 1983 : Le Petit Prince de Saint-Exupéry
- 1987 : Le Polygraphe de Robert Lepage
- 1988 : Being at Home with Claude, texte et m.e.s. René-Daniel Dubois (Théâtre du Rideau Vert)
- 1990 : Hamlet, m.e.s. Olivier Reichenbach (TNM)
- 1990 : L’Échange de Claudel, m.e.s. Daniel Roussel (Café de la Place)
- 1992 : Cabaret Neiges Noires  dirigé par Dominic Champagne (Théâtre La Licorne)
- 1992 : Bérénice de Jean Racine, m.e.s. Brigitte  Haentjens (Espace Go)
- 1992 : Le Roi Lear  de Shakespeare, traduction de Jean-Louis Roux m.e.s. de Jean Asselin (TNM)
- 1993 : Caligula d'Albert Camus, m.e.s. Brigitte Haentjens (NCT)
- 1994 : Picasso au Lapin agile, m.e.s. Denise Filiatrault
- 1995 : Le Visiteur d’Éric-Emmanuel Schmitt, m.e.s. Guillermo de Andrea (Théâtre du Rideau vert)
- 1996 : Quartett de Heiner Müller
- 1996 : Messe solennelle pour une pleine lune d'été  de Michel Tremblay, m.e.s. André Brassard (Théâtre Jean-Duceppe)
- 1996 : Le Passage de l'Indiana de Normand Chaurette, m.e.s. Denis Marleau (Théâtre UBU)
- 1997 : La Tempête de Shakespeare, m.e.s. de Andrea (Théâtre du Rideau vert)
- 1999 : Les oranges sont vertes de Claude Gauvreau, m.e.s.Lorraine Pintal (TNM)
- 2000 : Électre de Sophocle, m.e.s. Brigitte  Haentjens (Espace Go)
- 2000 : Crime et Châtiment de Dostoïevski, m.e.s. Igor Ovadis (théâtre Denise-Pelletier)
- 2000 : Ce soir on improvise de Pirandello, m.e.s. de Claude Poissant (TNM)
- 2001 : Hamlet-machine de Heiner Müller, m.e.s. Brigitte Haentjens
- 2002 : L'Honnête Fille  de Carlo Goldoni, m.e.s. Jean-Guy Legault (Théâtre Denise-Pelletier)
- 2004 : L'Asile de la pureté de Claude Gauvreau, m.e.s. Lorraine Pintal (TNM)
- 2004 : L'Intimité d’Emma Haché, m.e.s. France Alepin (Théâtre espace libre)
- 2006 : Visage retrouvé de Wajdi Mouawad (Théâtre d’Aujourd’hui)
- 2007 : Rhinocéros  de Ionesco, m.e.s. Jean-guy Legault (TNM)
- 2008 : Quarantaine 4X4, Danse-Cité (SAT)
- 2010 : Woyzeck de Georg Büchner, m.e.s. Brigitte Haentjens
- 2010 : Et vian ! dans la gueule de Boris Vian, m.e.s. Carl Béchard (TNM)
- 2011 : Ha ha!... de Réjean Ducharme, m.e.s. Dominic Champagne (TNM)
- 2014 : Les Paroles de Daniel Keene, m.e.s. Alix Dufresne (Théâtre Prospero)

### Comme metteur en scène
- 1995 : Règlement de contes d'Yvan Bienvenue (Théâtre de Quat’sous)
- 2002 : Dévoilement devant notaire  de Dominick Parenteau-Lebeuf  (Théâtre d'Aujourd'hui)
- 2005 : La Petite Scrap de Dominick Parenteau-Lebeuf (Théâtre PàP)
- 2006 : Monsieur Malaussène de Daniel Pennac (Théâtre Prospero)
- 2007 : L’Intranquillité de Fernando Pessoa (Théâtre Denise Pelletier)
- 2007 : Il mondo della luna opéra de Haydn, livret de Goldoni, produit par l’atelier lyrique de l’Opéra de Montréa
- 2008 : Le Fou de Dieu de Stéphane Brulotte
- 2009 : Le pays du sourire, opérette romantique du compositeur Franz Lehár produit par l'Opéra-théâtre de Rimouski
- 2011 : Douze hommes rapaillés, spectacle de musique et de poésie. Poèmes de Gaston Miron mis en musique
- 2011 : Hamlet de Shakespeare, traduction Jean-Marc Dalpé, TNM 2011

## Danse
Avec la compagnie de danse La La La Human Steps d'Édouard Lock de 1984 à 1989 :
- Businessman in the Process of Becoming an Angel
- Human Sex
- New Demons
- La Belle et la Bête
- 1987 : en tournée avec le Ballet du Bolchoï
- 1988 : Wrap Around the World Tour de David Bowie

## Filmographie

### Au cinéma
- 1980 : La Bien-aimée (The Beloved)
- 1987 : Martha l'immortelle
- 1991 : J'te demande pas le ciel !
- 1999 : La Veuve de Saint-Pierre de Patrice Leconte : soldat Loïc
- 2002 : L'Odyssée d'Alice Tremblay de Denise Filiatrault : prince Guillaume
- 2002 : L'Éternel et le Brocanteur (court métrage de 38 min) de Michel Murray : le brocanteur
- 2006 : Guide de la petite vengeance de Jean-François Pouliot : Bernard
- 2006 : La Vie secrète des gens heureux de Stéphane Lapointe : animateur du jeu télévisé, Yves Michel
- 2007 : Toi de François Delisle : Thomas
- 2010 : L'Enfant prodige de Luc Dionne : Monsieur Honneger
- 2010 : Deux fois une femme de François Delisle : Bruno
- 2013 : La Cicatrice de Jimmy Larouche : Richard Tremblay
- 2015 : L'Origine des espèces de Dominic Goyer : Paul
- 2016 : Nelly d'Anne Émond : psychanalyste
- 2024 : La Fonte des glaces de François Péloquin (en) : Yves Denoncourt

### À la télévision
- 1979 : Siocnarf (série fantastique)
- 1980 : Jeune Délinquant : Richard
- 1987 : Le Privé (vidéoclip de Michel Rivard, album Un trou dans les nuages)
- 1989 : Zzang toumb toumb (téléfilm)
- 1992-1994 : L'Amour avec un grand A (série télévision) : Fred
- 1993 : La Charge de l'orignal épormyable (téléfilm)
- 1993 : La Beauté des femmes (téléfilm) de Robert Ménard
- 1994 : Les Grands Procès : Me Gendron
- 1996 : Le Retour (série télévisée) : Arthur Lizotte
- 1999 : La Femme du boulanger (télévision) : Le curé
- 2001 : Emma (série télévisée) : John Fisher
- 2001 : Fortier (série télévisée) : Maurice Dugas
- 2002-2009 : Annie et ses hommes (série télévisée) : Renaud Nadeau
- 2005 : L'Héritière de Grande Ourse (feuilleton) : Jérôme Lachance
- 2005 : Le Négociateur (série télévisée) : Gilbert Hébert
- 2005 : Au nom de la loi (série télévisée) : Réal Cusson, alias Mario Paré
- 2007-2009 : Virginie (série télévisée) : Jean-Pierre Charest
- 2010 : Mirador : Paul Corbeil
- 2012 : Trauma : Jacques Paquin
- 2014-2015 : Mémoires vives : Martin Sévigny
- 2015 : Mensonges : Robin Fortin
- 2015 : Les Jeunes Loups : Gérald Gosselin
- 2019 : Cinquième Rang : Marc Trempe
- 2023- : L'Air d'aller

## Doublage
- 1995 : Pocahontas : Wiggins

## Distinctions

### Théâtre
- 1993 : prix du Meilleur interprète de l'Association québécoise des critiques de théâtre (AQCT) pour son rôle dans Caligula
- 1997 : Masque de l’interprétation masculine La Tempête et Picasso au Lapin agile
- 2004 : Masque de l’interprétation masculine et prix Gascon-Roux : L'Asile de la pureté de Claude Gauvreau
- 2006 : Masque de l'interprétation masculine pour Visage retrouvé, de Wajdi Mouawad, au Théâtre d'Aujourd'hui

### Télévision
- 1994 : prix Gémeaux du Meilleur interprète pour Avec un grand A : Les Missionnaires du sida
- 2004, 2005, 2007, 2008 : prix Gémeaux Meilleur rôle de soutien dans Annie et ses hommes